# Vasili Bartold
Vasili Vladímirovich Bartold (en ruso Василий Владимирович Бартольд), también conocido como Wilhelm Barthold; (15 de noviembre (3 de noviembre) de 1869 en San Petersburgo — 19 de agosto de 1930 en Leningrado) fue un historiador ruso y soviético, considerado el sucesor de Wilhelm Radloff como la autoridad más notable en el campo de la turcología. Sus contribuciones a la comprensión de la cultura medieval del Asia Central son especialmente valiosas, y le hicieron ganar el apodo de "Gibbon del Turquestán".
Las clases de Bartold en la Universidad de San Petersburgo se interrumpían anualmente por extensos viajes de investigación de campo por los países musulmanes. En los dos volúmenes de su disertación "Turquestán desde la invasión mongola" (1898-1900) señaló los múltiples beneficios que el mundo islámico obtuvo del régimen mongol después de las conquistas iniciales. Bartold fue el primero en publicar información hasta entonces desconocida de los historiadores árabes sobre la Rus de Kiev. Fue también editor de varias revistas académicas sobre estudios islámicos, y contribuyó en forma extensa a la primera edición de la Encyclopaedia of Islam. En 1913 se le otorgó un sitial en la Academia Rusa de Ciencias. Entre 1918 y 1921 fue director del Museo de Antropología y Etnografía Pedro el Grande.
Después de la Revolución de Octubre, Bartold escribió tres respetadas monografías sobre la historia del Islam: Islam (1918), Cultura musulmana (1918) y El mundo musulmán (1922). También contribuyó al desarrollo de la escritura cirílica para los países islámicos del Asia Central. La mayoría de sus obras han sido traducidas al inglés, al árabe y al persa. Las obras escogidas de Bartold fueron reimpresas en nueve volúmenes entre 1963 y 1977, y si bien los editores soviéticos agregaron notas a pie de página deplorando sus actitudes "burguesas", su prestigio era tal que el texto no fue censurado a pesar de no adaptarse a una interpretación marxista de la historia. Algunas de sus obras han sido reimpresas más recientemente en Moscú.

## Obras notables de Bartold
- Turkestan Down to the Mongol Invasion. Londres: Luzac & Co., 1928 (Traducción al inglés de T. Minorsky y C.E. Bosworth)
- "A Short History of Turkestan" (1920) en Four Studies on the History of Central Asia. Leiden: E.J. Brill, 1956 (Traducción al inglés de V. y T.Minorsky)
- An Historical Geography of Iran. Princeton: Princeton University Press, 1984. (Traducción al inglés de Svat Soucek; edición de C.E. Bosworth)
- Собрание сочинений. Москва: Издательство Восточной литературы, 1963-77 9 Vols. En ruso.
- Отчет о поездке в Среднюю Азию с научною целью. С.Пб.: Тип. Имп. Академии Наук, 1897. En ruso.
- История культурной жизни Туркестана. Москва: Изд. Академии наук СССР, 1927. En ruso.
- Работы по исторической географии. Москва: Изд. фирма «Восточная литература» РАН, 2002. En ruso.